# Port-Valais
Pour les articles homonymes, voir Valais (homonymie).
Port-Valais est une commune suisse du canton du Valais, située dans le district de Monthey.

## Géographie

### Situation
Port-Valais est située sur la rive sud du lac Léman à l'embouchure du Rhône. Le Bouveret est la principale localité de la commune, Les Évouettes est la seconde.
Le territoire de Port-Valais s'étend sur 14,35 km2. Lors du relevé de 2013-2018, les surfaces d'habitations et d'infrastructures représentaient 13,0 % de sa superficie, les surfaces agricoles 22,1 %, les surfaces boisées 54,4 % et les surfaces improductives 10,8 %.
|                | Léman       |         |
| Saint-Gingolph | Port-Valais | Noville |
|                | Vouvry      | Chessel |

### Transport

#### Par chemin de fer
- De la gare d'Aigle, CarPostal.
- De Monthey ou de Saint-Gingolph, par train ou bus.

#### Par autoroute
- A9 (Brigue-Lausanne-Vallorbe)  16 (Villeneuve) et   17 (Aigle).

#### Par bateau (lacustre)
- Par bateau avec la CGN (flotte de 19 bateaux).

## Toponymie
Le nom de la commune est attesté en 1180 comme « ad porvalesium ». Son ancien nom allemand est « Portwallis ».

## Histoire
Les premiers habitants vivaient sur la colline de Port-Valais à l'époque romaine. Le prieuré est vraisemblablement fondé par les comtes de Genève qui en font don au début du XIIe siècle à l'abbaye Saint-Michel-de-la-Cluse dans le Piémont, mais conservent l'avouerie qui passe à la famille de La Tour de Vevey, puis aux Savoie en 1251. Seigneur immédiat, le prieur (ou son métral) exerce la basse justice, mais la haute justice relève du châtelain de Chillon, donc des Savoie. En 1429, le prieur accorde aux habitants un adoucissement de la mainmorte.
Dès le XVe siècle, le hameau de Port-Valais perd de son importance au profit des Evouettes et d'Eydier qui, au XVIe siècle, est appelé Le Bouveret. Ce village est tourné vers l'élevage, la pêche et le commerce de bois grâce à son port qui surpasse celui de Port-Valais, autrefois unique débarcadère valaisan sur le lac, peu à peu enlisé dans les alluvions du Rhône. Port-Valais forme en 1536 une châtellenie du gouvernement (bailliage) de Monthey.
En 1537, Berne renonce en faveur des dizains aux droits que l'occupation de Chillon lui donnait sur Port-Valais. Les dizains permettent d'abord au prieur commendataire d'exercer ses droits, puis ils achètent le prieuré en 1570. La seigneurie, englobant Port-Valais et Vionnaz, est affermée aux Tornéry de Saint-Gingolph en 1573, puis gouvernée par des Haut-Valaisans de 1608 à 1798. Jusqu'à cette date, les seigneurs logent à l'origine au château du Bouveret, acheté en 1571, puis à celui de la Porte du Scex, bâti en 1597. Port-Valais devient une commune en 1798.

## Population et société

### Gentilés
Les habitants du Bouveret se nomment les Bouvérouds ; ceux des Évouettes, les Évouettouds.

### Démographie

#### Évolution de la population
La commune compte 4 485 habitants au 31 décembre 2023 pour une densité de population de 313 hab/km2. Sur la période 2010-2023, sa population a augmenté de 42,2 % (canton : 17,0 % ; Suisse : 9,4 %).  

#### Pyramide des âges
En 2023, le taux de personnes de moins de 30 ans s'élève à 34,9 %, au-dessus de la valeur cantonale (31 %). Le taux de personnes de plus de 60 ans est quant à lui de 26,7 %, alors qu'il est de 27,5 % au niveau cantonal.
La même année, la commune compte 2 227 hommes pour 2 258 femmes, soit un taux de 49,7 % d'hommes, inférieur à celui du canton (49,9 %).
| Hommes | Classe d’âge | Femmes |
| ------ | ------------ | ------ |
| 0,4    | 90 ans ou +  | 0,3    |
| 7,3    | 75 à 89 ans  | 7,2    |
| 18,4   | 60 à 74 ans  | 19,8   |
| 19,6   | 45 à 59 ans  | 18,8   |
| 19,9   | 30 à 44 ans  | 18,5   |
| 21,3   | 15 à 29 ans  | 21,8   |
| 13,1   | - de 14 ans  | 13,6   |

| Hommes | Classe d’âge | Femmes |
| ------ | ------------ | ------ |
| 0,6    | 90 ans ou +  | 1,3    |
| 8,0    | 75 à 89 ans  | 10,1   |
| 17,1   | 60 à 74 ans  | 17,9   |
| 21,0   | 45 à 59 ans  | 20,7   |
| 21,3   | 30 à 44 ans  | 20,1   |
| 17,3   | 15 à 29 ans  | 16,0   |
| 14,7   | - de 14 ans  | 14,0   |

## Équipements touristiques et sportifs
La plage du Bouveret, située sur le territoire de la commune, abrite un accès au lac Léman. La commune héberge des salles communales polyvalentes dénommées « Tauredunum » et un complexe sportif.
La commune héberge également un parc aquatique (Aquaparc), inauguré en 1999, ainsi que le Swiss Vapeur Parc, un circuit miniature de chemin de fer.

### Aquaparc
Ce parc aquatique, inauguré le 26 novembre 1999, se divise en quatre zones dédiés aux loisirs sportifs aquatiques.

### Swiss Vapeur Parc
Le Swiss Vapeur Parc est un parc ferroviaire, à l'écartement 7 ¼ et 5 pouces d'une superficie de 18 000 mètres carrés.  Il possède plusieurs locomotives à vapeur qui consomment de l'eau et du charbon, ainsi que plusieurs locomotives électriques.
Plusieurs locomotives sont des répliques de trains suisses, tels que : Les trains Aigle-Leysin (AL) et Bex-Villars-Bretaye (BVB) des Transports Publics du Chablais, le train MOB...

Photographies du territoire de Port-Valais prises en 2017
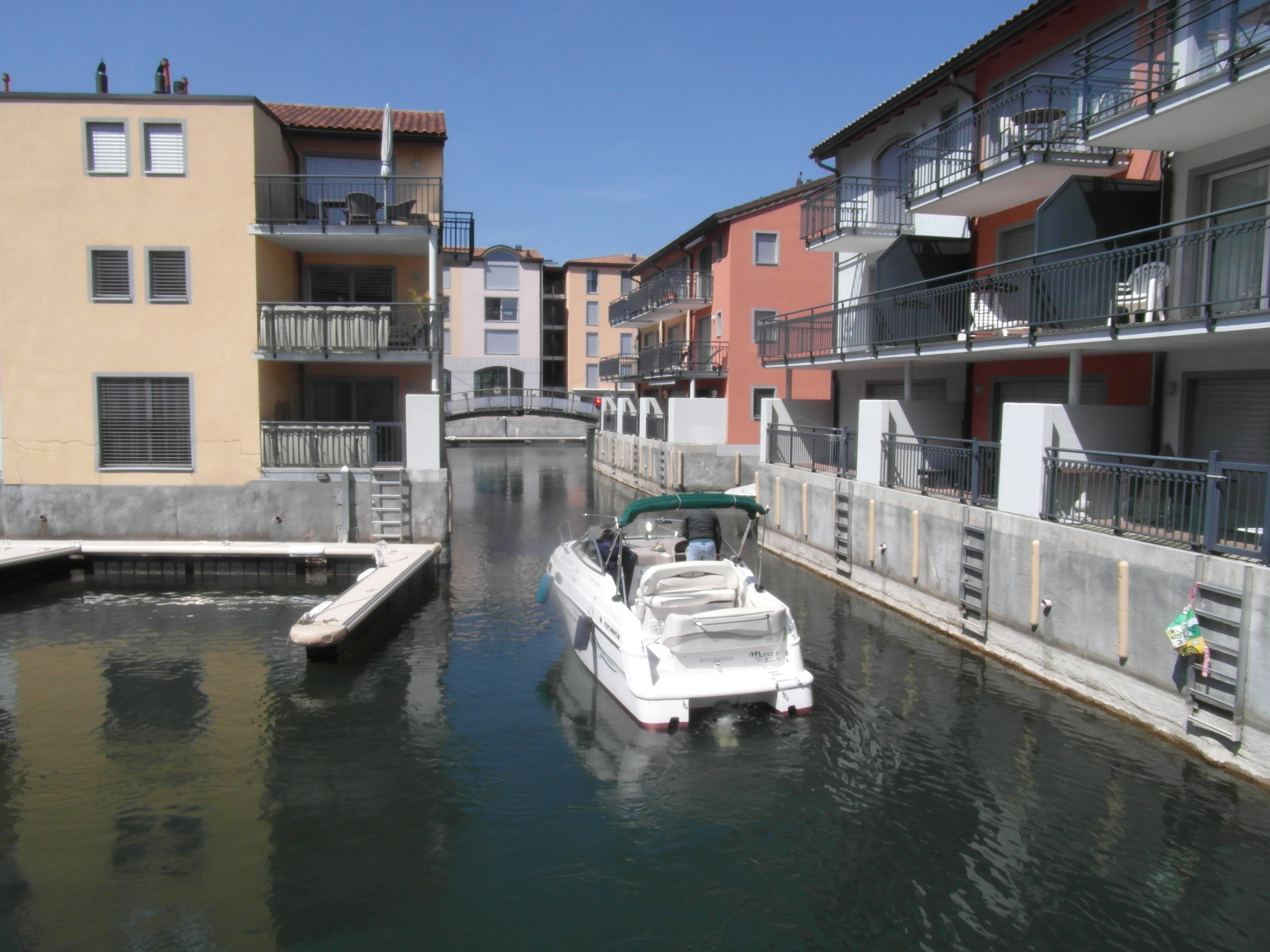
Marina de Port-Valais.
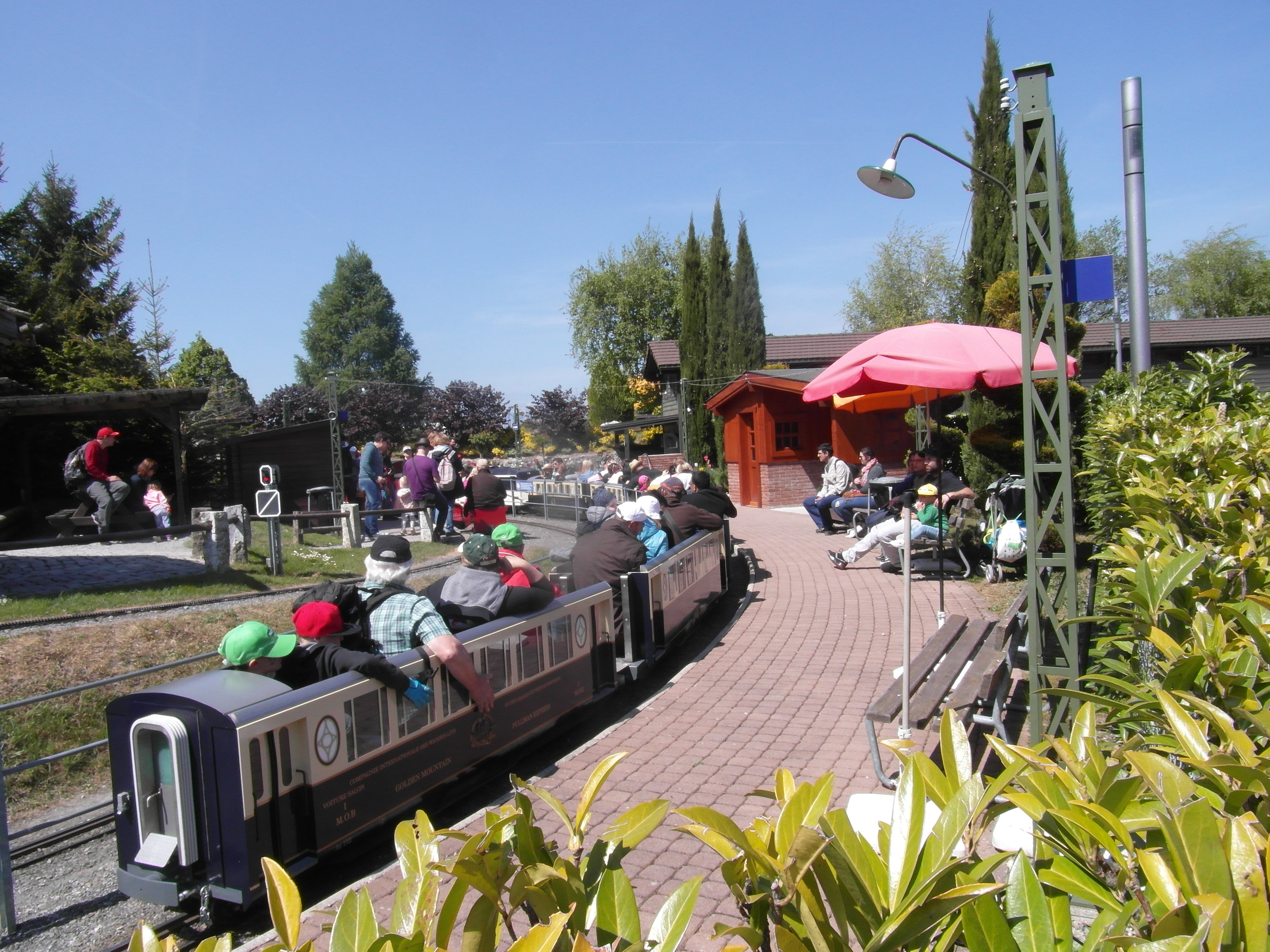
Swiss Vapeur Parc.
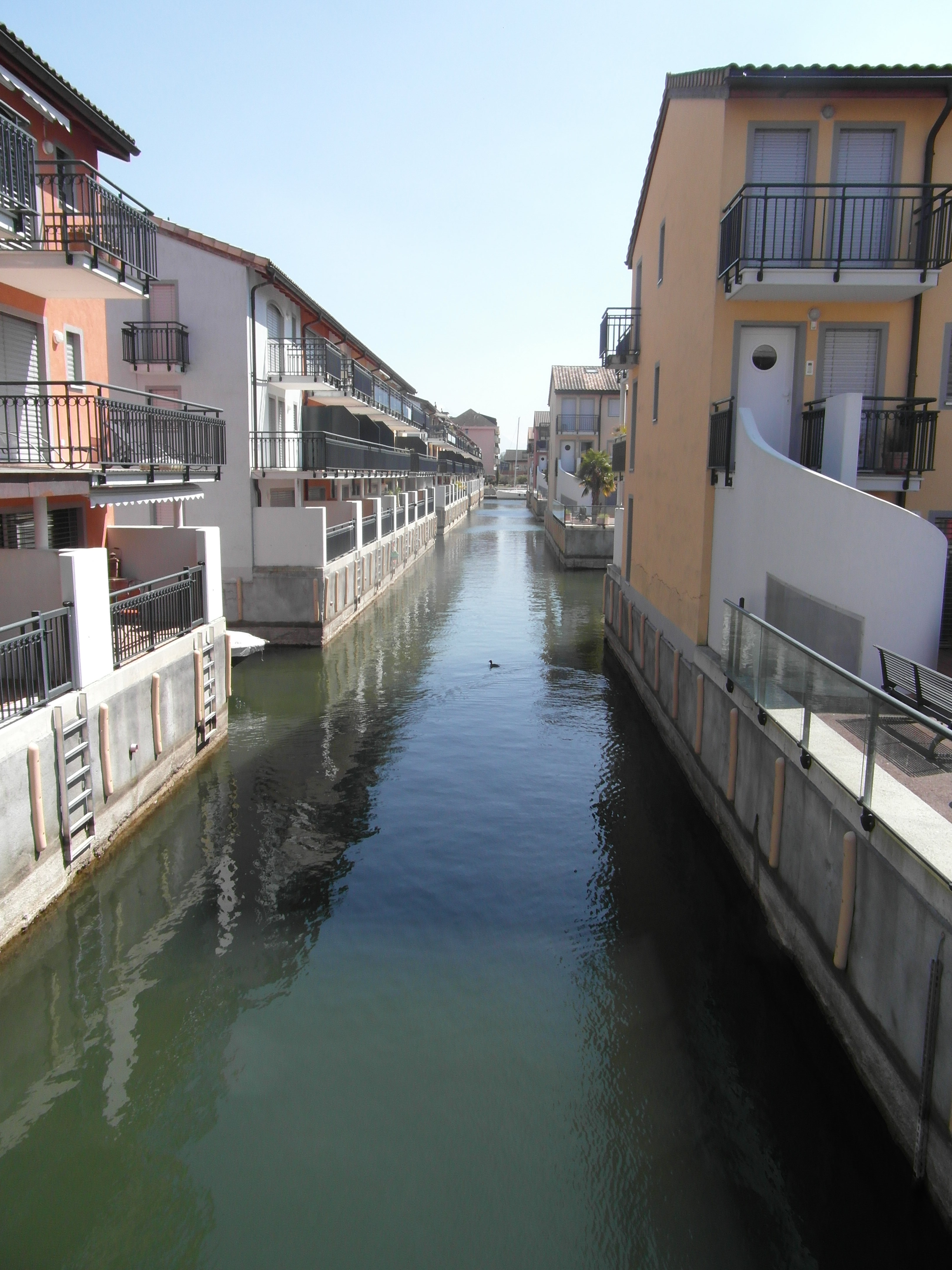
Marina de Port-Valais.
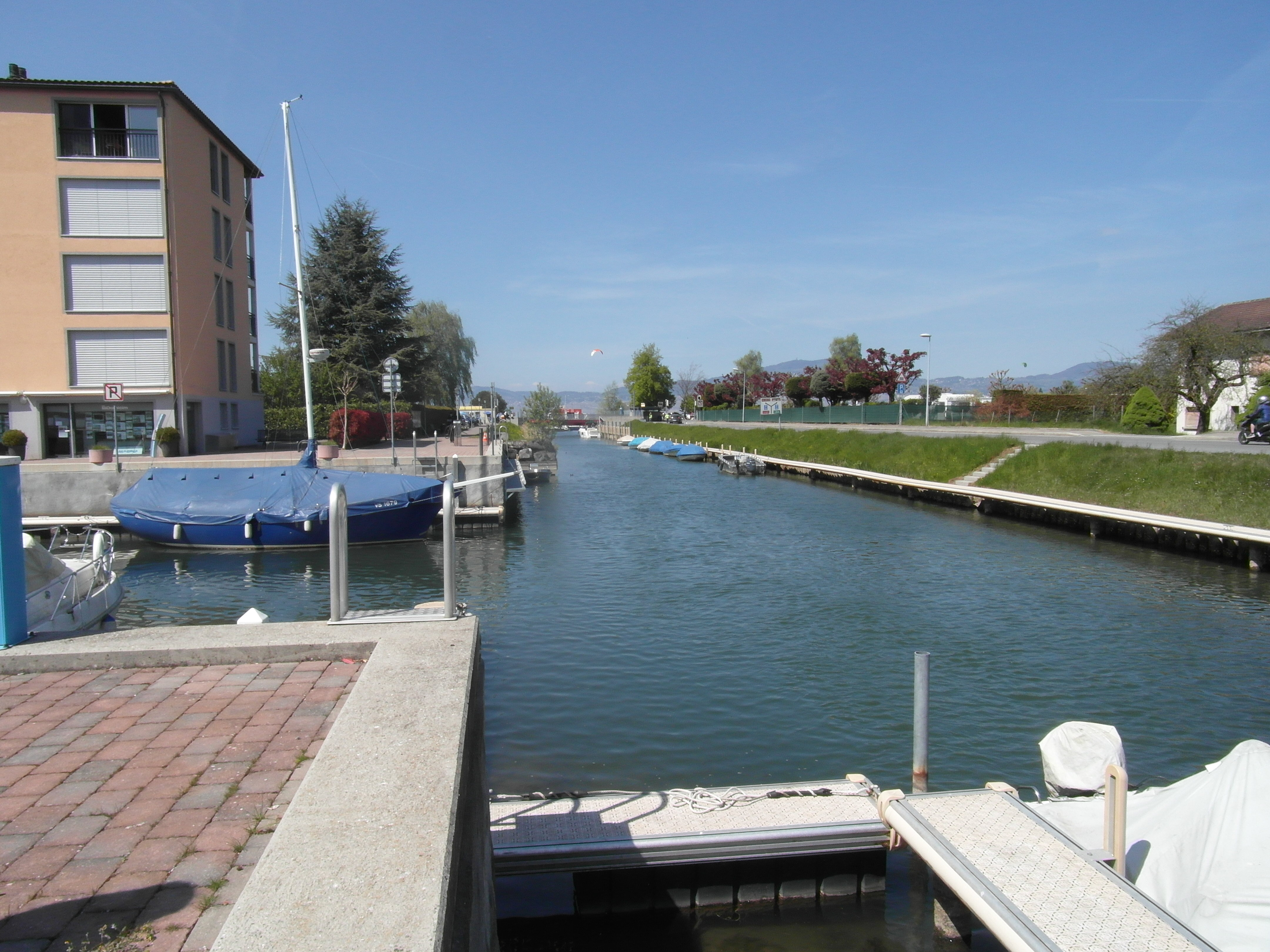
Marina de Port-Valais.

## Équipement sanitaire et social
La commune abrite un centre social, dénommé « C.M.S subrégional de Vouvry ». Ce centre comprend notamment un service d'infirmières assurant des soins à domicile et un contrôle sanitaire des enfants de 1 à 4 ans. 

## Culture et patrimoine

### Personnalités liées à la commune
- Philippe Clerc (né en 1946), athlète suisse, champion d'Europe et recordman d'Europe du 200 mètres en 1969.
- Claude Roch (né en 1945), conseiller d'État, est originaire de Port-Valais.
- Mireille Vidueira (née en 1986), une pilote automobile en rallye.

### Héraldique
| Blason | Blasonnement : « Coupé d'azur à la balance d'or surmontée de quatre étoiles du même rangées en chef et de sable à l'ancre d'argent. » |

Les armoiries de Port-Valais sont probablement tirées d'un sceau du XVIIe siècle. La balance parmi les étoiles représente saint Michel, titulaire de la paroisse de Port-Valais. L'ancre est une référence au nom de la commune.

### Fonds d'archives
- Fonds : Port-Valais, Commune (1342-20e siècle) [14,66 mètres].  Cote : CH AEV, AC Port-Valais. Sion : Archives de l'État du Valais (présentation en ligne).
- Fonds : Port-Valais, Paroisse (bouveret) (1502-ca. 1928) [1,80 mètre].  Cote : CH AEV, AP Port-Valais. Sion : Archives de l'État du Valais (présentation en ligne).